# Anna Nazarova
Pour les articles homonymes, voir Nazarova.
Anna Nazarova (née le 14 mars 1986 à Saint-Pétersbourg) est une athlète russe spécialiste du saut en longueur.

## Carrière sportive
Médaillée de bronze lors des Championnats d'Europe juniors 2005, elle s'illustre deux ans plus tard en devenant championne d'Europe espoirs devant la Tchèque Denisa Rosolová. Elle est sacrée championne de Russie en salle en 2007 et 2010.
En juin 2012, à Moscou, Anna Nazarova améliore son record personnel avec la marque de 7,11 m (+1,3 m/s), signant la deuxième meilleure performance mondiale de l'année derrière les 7,12 m de l'Américaine Brittney Reese.
Le 30 novembre 2017, Anna Nazarova est disqualifiée de sa 5e place des Jeux de 2012 à la suite d'un test antidopage positif.

## Palmarès
| Date | Compétition                    | Lieu     | Résultat | Marque |
| ---- | ------------------------------ | -------- | -------- | ------ |
| 2005 | Championnats d'Europe juniors  | Kaunas   | 3e       | 6,31 m |
| 2007 | Championnats d'Europe espoirs  | Debrecen | 1re      | 6,81 m |
| 2010 | Championnats du monde en salle | Doha     | 6e       | 6,61 m |
| 2011 | Universiade                    | Shenzhen | 1re      | 6,72 m |
| 2012 | Jeux olympiques                | Londres  | finale   | DQ     |
| 2012 | DécaNation                     | Albi     | 1re      | 6,62 m |
| 2014 | Championnats d'Europe          | Zurich   | 10e      | 6,31 m |

### Records
| Épreuve          | Épreuve      | Marque | Lieu      | Date            |
| ---------------- | ------------ | ------ | --------- | --------------- |
| Saut en longueur | En extérieur | 7,11 m | Moscou    | 20 juin 2012    |
| Saut en longueur | En salle     | 6,89 m | Krasnodar | 29 janvier 2011 |